# Пулхлеб
Пулхлеб (пол. Półchleb, нім. Polchlep) — село в Польщі, у гміні Бжежно Свідвинського повіту Західнопоморського воєводства.
Населення — 109 осіб (2011).

## Демографія
Демографічна структура станом на 31 березня 2011 року:
|          | Загалом | Допрацездатний вік | Працездатний вік | Постпрацездатний вік |
| -------- | ------- | ------------------ | ---------------- | -------------------- |
| Чоловіки | 60      | 13                 | 43               | 4                    |
| Жінки    | 49      | 7                  | 30               | 12                   |
| Разом    | 109     | 20                 | 73               | 16                   |